# Parapercicola
Parapercicola – rodzaj widłonogów z rodziny Chondracanthidae. Nazwa naukowa tego rodzaju skorupiaków została opublikowana w 2011 roku przez biologów Ju-shey Ho, Ching-Long Lin i Wei-Cheng Liu.

## Gatunki
- Parapercicola formosana Ho, Liu & Lin, 2011
- Parapercicola inflata Ho, Liu & Lin, 2013